# Хост (провинция)
Хост е провинция в източен Афганистан с площ 4152 км² и население 578 500 души (2006). Административен център е град Хост.

## Административно деление
Провинцията се поделя на 12 общини.